# Camera degli Sposi
Camera degli Sposi ('zaročna soba'), včasih znana tudi kot Camera picta ('poslikana soba'), je soba, poslikana z iluzionističnimi freskami Andree Mantegne v vojvodski palači v Mantovi v Italiji. V 15. stoletju, ko je bila poslikana Camera degli Sposi, je Mantovi vladala Družina Gonzaga, ki je ohranjala politično avtonomijo Mantove od njenih močnejših sosed Milana in Benetk, tako da je ponujala svojo podporo kot država plačanka. Ludovico III. Gonzaga, naročnik Camera degli Sposi, je bil takrat vladar Mantove. Izobražen za poklicnega vojaka je želel vladavini Gonzaga dati večjo kulturno verodostojnost s tem, ko je Mantegni (ki je bil že uveljavljen kot slaven slikar) naročil v humanistični renesančni politični krajini, v kateri so naročali drugi dvori, kot je Ferrara, lastne poslikane sobe.
Izbrana soba za poslikavo je v prvem nadstropju severovzhodnega stolpa v zasebnem delu vojvodske palače, okna na severni in vzhodni steni s pogledom na Lago di Mezzo. Ta soba bi bila uporabljena za več različnih zasebnih in  manj zasebnih funkcij, kot so postelja za Ludovica, zbirališče za družino in bližnje dvorjane ter sprejemnica za posebej pomembne goste. Manj zasebne funkcije sobe so pripomogle k ustvarjanju ekskluzivnosti Camera degli Sposi, ki naj bi gledalca navdušila z bogastvom in kulturnim ugledom Gonzagov brez očitnega ali bleščečega prikaza. Preden je Mantegna začel slikati, je bila soba prenovljena tako, da je bila čim bližje kvadratu z dimenzijami približno osem krat osem metrov v tlorisu in sedem metrov visoka. Izvirne arhitekturne značilnosti sobe so trojni oboki na vsaki steni, kamin na severni steni, vrata na zahodni in južni steni ter okna na severni in vzhodni steni. Poslikana med letoma 1465 in 1474 je Camera degli Sposi kmalu po zaključku postala dobro znana kot mojstrovina t uporabo trompe l'oeil in di sotto in sù.
Učinek Mantegnove iluzionistične slike, ki nakazuje na klasični paviljon, je dopolnjen s subtilnimi premiki v izhodiščih, zaradi katerih se vsak fiktivni element iluzije gledalcu zdi resničen. Na severni in zahodni steni, uokvirjeni z izmišljenim marmornatim naslovom na dnu in poslikano zaveso, ki poteka po celotni dolžini vsakega zidu na vrhu, se srečujejo s prizori Gonzagov in njihovega dvora pred pometanimi idealiziranimi pokrajinami, ki se zdi, da jih gledalcu razkrijejo zavese, ki jih odpihne ali sprosti vetrič. Zdi se, da južno in vzhodno obzidje zakrivajo zlate brokatne zavese, ki posnemajo tiste, ki bi bile uporabljene za nadstrešek Ludovikove postelje, kljuke za katere so še vedno v stropu nad jugovzhodnim vogalom sobe. Nad temi prizori fiktivna rebra delijo strop na odseke, ki vsebujejo umetne štukaturne mandoline prvih osmih rimskih cezarjev, ki jih nosijo krilati putti, in v središču okulus, ki se odpre na modro nebo s putti, ki se zdijo kot da so nad gledalci, ki se igrajo na balustradi, skupaj z več ženskami, ki si ogledujejo zbiranje pod njimi, nekaj moškimi in veliko lončnico, ki se nagiba v okulu na prečki.

## Severna stena
Na severni steni nad kaminom Prizor dvora prikazuje družinski portret družine Gonzaga. Ludovico Gonzaga sedi in s svojim tajnikom Marsiliom Andreasijem razpravlja o dokumentu, ki ga drži v roki. V njegovi bližini so člani njegove družine in dvora, med njimi njegova žena Barbara Brandenburška, hčerki Barbara in Paola, sinovi Gianfrancesco, Rodolfo in Ludovichino ter pes Rubino. Celoten prizor je iluzionistično naslikan, kot da figure počivajo na kaminu, kar kaže na Mantegnovo mojstrsko sposobnost, da v svojem delu združi izmišljene in obstoječe arhitekturne elemente. Postavitev oseb na vrh kamina jih postavlja tudi nad višino oči, kar pa skupaj z njihovo nezainteresiranostjo za stik z očmi z gledalcem povzroči, da se dvor Gonzagov dvigne tako v položaju kot v intelektu. Ludovico je pogosto sedel pred svojim portretom na Prizoru dvora, ko je odlikoval obiskovalce, po poročanju zato, da bi nesojeni portret podobnosti z Ludovicom vzeli kot znak, da je vreden zaupanja in da vsi drugi laskavi elementi Camera degli Sposi so bili resnični; na primer njen cilj je bil povezati slavo starega Rima z Mantovo pod Gonzago.
Prizor dvora se poigrava tudi z idejo o dostopnosti, tako da Ludovica prikaže kot oddaljenega očetovskega vladarja, in imajo gledalci freske srečo da ga lahko vidijo. Ludovico se na sliki pojavi kot neformalno oblečen v primerjavi s člani družine, v ohlapni halji, kar kaže na polzasebno funkcijo sobe. Iz pisma v njegovi roki in njegovega posvetovanja s tajnikom se gledalcu zdi, da so Ludovica ujeli v njegovi zasebni rutini vladanja, čeprav so bili podani tudi argumenti, da je to poseben trenutek, bodisi prejem pisma Francesca Sforze, v katerem je sporočil, da je bolan, bodisi dokument o naročilu Camera degli Sposi ali čem tretjem. V desni tretjini freske, dvorjani čakajo na stopnicah, da pridejo na vrsto, da dobijo avdienco pri Ludovicu. Fiktivna zavesa nakazuje kratkost gledalčevega pogleda na Ludovica, tako da 'odkrije' prizor, kot da piha v vetru.

## Zahodna stena
Na zahodni steni je Prizor srečanja. Na tej freski Ludovico govori s svojim drugim sinom Francescom Gonzago, ki je pred nekaj dnevi postal kardinal v Rimskokatoliški cerkvi in ga drži za roko njegova žena. Spremljajo ju njuni otroci, Francesco in Sigismondo. Med tistimi, ki jih obkrožajo, sta še eden izmed Ludovikovih sinov, Ludovichino, sveti rimski cesar Friderik III. in danski kralj Christian I. Medtem ko se to srečanje med družino Gonzaga in temi omembe vrednimi političnimi voditelji nikoli ni zgodilo, Mantegnova upodobitev osvetli politična prizadevanja Gonzagov, ki so želeli biti hkrati dobri fevdalni služabniki in enaki na zgornjem nivoju politične elite (kot je razvidno, vendar cesarjeva in kraljeva pomanjkljiva vizualna pomembnost nad Gonzago). Predvsem to idealno politično srečanje izključuje glavnega delodajalca vojaških sil Mantove, vojvodo Galeazza Maria Sforzo, ki znova kaže na težnje Gonzage, da jih drugi politični voditelji ne ali manj upoštevajo. V pokrajini, ki služi za kuliso tega srečanja, se dviga namišljeno rimsko mesto, označeno z grbom Gonzagov, kar je še ena aluzija na primerljiv sijaj Mantove pod vladavino Gonzagov.

## Strop
Iz fiktivnih stebrov, ki ločujejo različne prizore na stenah (pokritih s pravimi kamnitimi konzolami), se dvigajo iluzionistična rebra, vtisnjena z okrasnim vzorcem, ki deli strop na odseke. V odsekih med navideznimi oboki so iluzionistične reliefne želje po življenju Ariona, Orfeja in Herkula v poslikanem zlatem mozaiku, ki se vrača v antiko. Nad njimi je prvih osem rimskih cesarjev v medaljonih, ki jih od zgoraj držijo putti, vsi upodobljeni v grizaju na zlati podlagi od spodaj, da bi dosegli učinek prave štukature. Nakazana povezava med slavo rimske preteklosti Italije in Mantovo Gonzaga s klasičnimi referencami stropa oplemeniti Gonzage kot vojaško in učeno moč, ki je primerljiva z rimskim cesarstvom.
Razigrani strop predstavlja okulus, ki se izmišljeno odpre v modro nebo, z nagnjenimi puiti, ki se igrivo motajo okoli ograje, naslikane di sotto in sù, kot da zasedajo resnični prostor na strehi zgoraj. Dvorjani, ki gledajo od spodaj nad ograjo, se zdi, da se neposredno zavedajo prisotnosti gledalca. Nevarni položaj zgornje košare, ki se nelagodno naslanja na prečko kaže na to, da bi lahko gledanje figur gledalca ponižalo na račun dvorjanskih užitkov. Mantegnova raziskava, kako se slike ali okraski lahko odzovejo na prisotnost gledalca, je bila nova ideja v renesančni Italiji, ki so jo raziskovali drugi umetniki. Iluzionistični strop v Camera degli Sposi je postavil tudi nov standard za iluzionistično slikarstvo stropnih slik, ki naj bi navdihnili stropne slike Correggia in drugih baročnih slikarjev.